# 諸井勝之助
諸井 勝之助（もろい かつのすけ、1924年2月3日 - 2018年1月5日）は、日本の会計学者。東京大学名誉教授、青山学院大学名誉教授。2000年勲二等瑞宝章受章。

## 人物
東京府生まれ。永田甚之助の三男。母方の祖父は尾高次郎、曾祖父は尾高惇忠と渋沢栄一。秩父セメント社長諸井貫一（遠戚にあたる）の婿養子となる。
武蔵高等学校卒業、1946年東京帝国大学経済学部商業科卒業、1950年東京大学経済学部助教授。1963年教授。1983年日本経営財務研究学会会長。1984年定年退官、名誉教授、新潟大学経済学部教授。1986年青山学院大学国際政治経済学部教授。1999年退任、名誉教授。2000年、勲二等瑞宝章受章。

## 著書
- 『原価計算講義』東京大学出版会 1960年-1965年
- 『経営財務講義』東京大学出版会 1979年
- 『私の学問遍歴』森山書店 2002年

### 共編著
- 『企業財務ハンドブック』河野豊弘,染谷恭次郎共編 丸善 1967年
- 『経営財務』編著 現代経営学全集 ダイヤモンド社 1975年
- 『銀行経営講座 3 利益管理』米田准三共責任編集 銀行研修社 1978年
- 『現代意思決定会計』編著 中央経済社 1978年
- 『企業と社会』土屋守章共編 東京大学出版会 東京大学産業経済研究叢書 1979年
- 『現代会計とディスクロージャー』編 中央経済社 1980年
- 『現代企業の財務 投資と資金調達の意思決定理論』現代経営学 責任編集 有斐閣 1984年
- 『現代経営財務論』若杉敬明共編 東京大学出版会 1984年
- 『財務・金融小辞典』後藤幸男共編著 中央経済社 1992年

### 翻訳
- アメリカ会計協会編『損益分岐点分析』山口達良共訳 日本生産性本部 1959年
- G.A.ウェルシュ『アメリカ経営学大系 第9 企業予算』訳編 日本生産性本部 1961年
- J.F.ウェストン, E.F.ブリッガム『経営財務』東京大学出版会 1968年-1970年

## 論文
- <諸井勝之助